# Festival Scandi
Festival Scandi (někdy jen Scandi) je soutěžní a divácká přehlídka severských filmů (z Dánska, Finska, Islandu, Norska a Švédska), pořádaná v České republice a na Slovensku. Festival se tradičně koná v lednu, založen byl v roce 2014 a první ročník se uskutečnil v roce 2015, jubilejní desátý v roce 2024. Festival Scandi pořádá distribuční společnost Film Europe a vybraná kina, ve kterých je možné filmy aktuálního ročníku zhlédnout. Partnery festivalu jsou mimo jiné velvyslanectví většiny severských zemí.

## Zaměření a žánry
Jádro přehlídky v daném roce vždy tvoří aktuální snímky severské kinematografie, které jsou úspěšné na festivalech (často jde také o film nominovaný za danou zemi na Oscara), anebo již mají ohlas u diváků a filmové kritiky. Žánrově je přehlídka velmi pestrá: zahrnuje současná nebo historická dramata, thrillery, krimi filmy nebo komedie. Kromě současných filmů je každoročně zařazeno také několik pečlivě vybraných starších filmů.
Mezi retrospektivu v ročníku 2024 patřila úspěšná dramatická komedie Muž jménem Ove (režie Hannes Holm) z roku 2015, natočená podle stejnojmenné knižní předlohy z roku 2012 (autor knihy Fredrik Backman) a dva filmy Bo Widerberga, které již patří mezi filmovou klasiku. Prvním je policejní krimi-thriller z roku 1976 Muž na střeše (dvakrát nejvyšší švédské filmové ocenění Zlatohlávek) a druhým romantické drama z roku 1967 podle skutečných událostí Elvíra Madiganová (vítězství: film National Board of Review a herečka Pia Degermarková na MFF Cannes; kromě toho několik dalších nominací na různých festivalech).

## Projekce a zúčastněná kina
V roce 2024 se filmy promítaly v 36 větších i menších kinech po celé České republice a ve 40 kinech na Slovensku. Program, tedy pořadí a časy promítání jednotlivých filmů si určuje každé kino samostatně. Kromě toho je možné vybrané filmy (také z minulých ročníků) zhlédnout online. V roce 2023 navštívilo kina v rámci festivalu více než 20 000 diváků, další desítky tisíc zhlédly vybrané filmy online.
Součástí festivalu jsou také různé doprovodné akce, nejčastěji besedy či diskuse s vybranými tvůrci. V roce 2024 např. po promítání dramatu
Polibek ve dnech 22. a 23. ledna se uskutečnila živá beseda s dánským režisérem Billem Augustem, kterou moderoval skandinavista a překladatel Robert Novotný. Další hosté se besed účastnili online, např. do debaty po projekci thrilleru Birthday Girl v Edison Filmhubu se 22. ledna „na dálku“ připojil dánský režisér tohoto filmu Michael Noer.
Podobně na 9. ročníku festivalu v roce 2023 byl hostem norský režisér Erik Poppe, jehož historické drama a velký epický příběh Emigranti (švédsky Utvandrarna; natočené v koprodukci Švédsko, Dánsko, Norsko a Nový Zéland, podle literární předlohy klasika švédské literatury Vilhelma Moberga), tento ročník filmové přehlídky severských filmů zahajovalo.

## Porota a ocenění
Filmová porota se vždy skládá ze studentů a studentek skandinavistiky filozofické fakulty Univerzity Karlovy. Filmy uvedené na festivalu soutěží o následující ceny: nejlepší film, nejlepší překlad, nejlepší reálie a v některých ročnících je udělována též speciální cena poroty. V roce 2024 ocenění nejlepší film získal finský snímek Čtyři malí dospělí. Cenu za nejlepší překlad získal dánský film Bastard (překlad Helena Březinová), který se odehrává v 18. století, dále bylo třeba zohlednit odlišnou mluvu různých společenských skupin. V kategorii nejlepší reálie vyhrál švédský film Jednou to všechno bude tvoje. Speciální cenu poroty obdržel dánský snímek Birthday girl.
V ročníku 2023 byly oceněny následující filmy: titul nejlepší film získal norský film Je mi ze sebe špatně. Cenu za nejlepší překlad získal švédský film UFO Sweden (překladatelka Lucie Olešová): film má rychlé a na technickou slovní zásobu náročné dialogy, dále porota ocenila přesné přenesení švédských reálií do českého prostředí. V kategorii nejlepší reálie vyhrál norský film Bombastický Johan, který se odehrává v nádherné venkovské krajině oblasti Trøndelag ve středním Norsku.